# Теория диофантовых приближений
Теория диофантовых приближений — раздел теории чисел, изучающий приближения вещественных чисел рациональными; назван именем Диофанта Александрийского.
Первой задачей был вопрос, насколько хорошо вещественное число может быть приближено рациональными числами. Для этой задачи рациональное число a/b является «хорошим» приближением вещественного числа α, если абсолютное значение разности a/b и α не может быть уменьшено, если заменить a/b другой рациональной дробью с меньшим знаменателем. Задача была решена в XVIII столетии посредством непрерывных дробей.
Если известны «лучшие» приближения заданного числа, главной задачей области является поиск точных верхней и нижней границ вышеупомянутой разности, выраженной как функция от знаменателя.
Похоже, границы зависят от природы вещественных чисел — нижняя граница приближения рациональных чисел другим рациональным числом больше, чем нижняя граница алгебраических чисел, которая сама больше нижней границы для вещественных чисел. Таким образом, вещественные числа, которые могут быть лучше приближены, чем граница для алгебраических чисел, это определённо трансцендентные числа. Это дало возможность Лиувиллю в 1844 году получить первое явно заданное трансцендентное число. Позднее с помощью аналогичного метода было доказано, что {\displaystyle \pi } и {\displaystyle e} являются трансцендентными.
Таким образом, диофантовы приближения и теория трансцендентных чисел являются очень близкими областями и имеют много общих теорем и методов. Диофантовы приближения также имеют важные приложения в изучении диофантовых уравнений.

## Исторические замечания
После того, как Борель и Хинчин установили, что почти все числа допускают лишь «наихудшую аппроксимацию» рациональными числами, сформировалось направление метрической теории диофантовых приближений (теория приближений независимых величин), которое относится к классической ветви диофантовых приближений.
Новое веяние пришло с неожиданной стороны. Малер, классифицируя трансцендентные числа, сформулировал основную метрическую проблему теории трансцендентных чисел — гипотезу о «мере трансцендентности» почти всех чисел. Когда гипотеза была доказана, стала открываться глубокая связь между классической теорией диофантовых приближений и метрической теорией трансцендентных чисел. Результатом стало развитие нового направления — теория приближений зависимых величин.
В современной теории выделяется три основных подхода.
1. Глобальный, изучающий общие законы аппроксимации. Примеры глобальных утверждений — теоремы Дирихле и Кронекера, гипотеза Минковского о произведениях линейных форм.
2. Индивидуальный подход касается свойств специальных чисел (алгебраические числа, {\displaystyle e,\pi ,\ln 2}) или требует построения чисел с определёнными свойствами (числа Лиувилля, T-числа Малера).
3. Метрический подход, занимающий промежуточное положение. Подход требует описания аппроксимационных свойств чисел на основе теории меры[1].

## Лучшие диофантовы приближения вещественных чисел
Если задано вещественное число α, существуют два пути для определения лучшего диофантова приближения числа α. В первом определении  рациональное число p/q является наилучшим диофантовым приближением числа α, если
{\displaystyle \left|\alpha -{\frac {p}{q}}\right|<\left|\alpha -{\frac {p'}{q'}}\right|,}
для любого рационального числа p'/q' , отличного от p/q, такого, что 0 < q′ ≤ q.
Во втором определении вышеприведённое неравенство заменяется на
{\displaystyle \left|q\alpha -p\right|<\left|q^{\prime }\alpha -p^{\prime }\right|.}
Наилучшее приближение для второго определения является наилучшим для первого определения, но обратное неверно.
Теория непрерывных дробей позволяет вычислить наилучшее приближение вещественного числа — для второго определения дроби сходятся как обычные непрерывные дроби. Для первого определения следует рассматривать также промежуточные дроби.
```
Примечание
: Условимся обозначать через 

  

    

      

        

          

            

              
p

              

                
k

              

            

            

              
q

              

                
k

              

            

          

        

      

    

    
{\displaystyle {\frac {p_{k}}{q_{k}}}}

  

 подходящие дроби данной цепной дроби. Дроби 

  

    

      

        

          

            

              

                
p

                

                  
k

                  
−

                  
2

                

              

              

                
q

                

                  
k

                  
−

                  
2

                

              

            

          

        

        
,

        

          

            

              

                

                  
p

                  

                    
k

                    
−

                    
2

                  

                

                
+

                

                  
p

                  

                    
k

                    
−

                    
1

                  

                

              

              

                

                  
q

                  

                    
k

                    
−

                    
2

                  

                

                
+

                

                  
q

                  

                    
k

                    
−

                    
1

                  

                

              

            

          

        

        
,

        

          

            

              

                

                  
p

                  

                    
k

                    
−

                    
2

                  

                

                
+

                
2

                

                  
p

                  

                    
k

                    
−

                    
1

                  

                

              

              

                

                  
q

                  

                    
k

                    
−

                    
2

                  

                

                
+

                
2

                

                  
q

                  

                    
k

                    
−

                    
1

                  

                

              

            

          

        

        
,

        
.

        
.

        
.

        
,

        

          

            

              

                

                  
p

                  

                    
k

                    
−

                    
2

                  

                

                
+

                

                  
a

                  

                    
k

                  

                

                

                  
p

                  

                    
k

                    
−

                    
1

                  

                

              

              

                

                  
q

                  

                    
k

                    
−

                    
2

                  

                

                
+

                

                  
a

                  

                    
k

                  

                

                

                  
q

                  

                    
k

                    
−

                    
1

                  

                

              

            

          

        

        
=

        

          

            

              

                
p

                

                  
k

                

              

              

                
q

                

                  
k

                

              

            

          

        

      

    

    
{\displaystyle {\tfrac {p_{k-2}}{q_{k-2}}},{\tfrac {p_{k-2}+p_{k-1}}{q_{k-2}+q_{k-1}}},{\tfrac {p_{k-2}+2p_{k-1}}{q_{k-2}+2q_{k-1}}},...,{\tfrac {p_{k-2}+a_{k}p_{k-1}}{q_{k-2}+a_{k}q_{k-1}}}={\tfrac {p_{k}}{q_{k}}}}

  

 образуют при чётном 
k
 возрастающую, а при нечётном  
k
 — убывающую последовательность. Крайние члены этой последовательности  — подходящие дроби одинаковой чётности. Промежуточные между ними члены называются 
промежуточными дробями
[
7
]
. 
```

Например, константа e = 2,718281828459045235… имеет представление в виде непрерывной дроби
{\displaystyle [2;1,2,1,1,4,1,1,6,1,1,8,1,\ldots \;].}
Её лучшие представления по второму определению
{\displaystyle 3,{\tfrac {8}{3}},{\tfrac {11}{4}},{\tfrac {19}{7}},{\tfrac {87}{32}},\ldots \,,}
В то время как по первому определению лучшими представлениями будут
{\displaystyle 3,{\tfrac {5}{2}},{\tfrac {8}{3}},{\tfrac {11}{4}},{\tfrac {19}{7}},{\tfrac {49}{18}},{\tfrac {68}{25}},{\tfrac {87}{32}},{\tfrac {106}{39}},\ldots \,.}

## Мера точности приближений
Очевидной мерой точности диофантова приближения вещественного числа α рациональным числом p/q является {\displaystyle \left|\alpha -{\frac {p}{q}}\right|}. Однако эту величину всегда можно сделать как угодно малой за счёт увеличения абсолютных значений p и q. По этой причине точность приближения обычно сравнивается с некоторой функцией φ от знаменателя q, обычно — отрицательной степени знаменателя.
Для такой оценки можно использовать верхнюю границу нижних границ точности. Нижняя граница обычно описывается теоремой, наподобие «Для любого элемента α некоторого подмножества вещественных чисел и любого рационального числа p/q имеем {\displaystyle \left|\alpha -{\frac {p}{q}}\right|>\phi (q)}». В некоторых случаях «любое рациональное число» может быть заменено на «все рациональные числа, за исключением конечного количества», и это количество учитывается путём умножения φ на некоторую константу, зависящую от α.
Для верхних границ можно брать в расчёт факт, что не все «лучшие» диофантовы приближения, получаемые при построении непрерывной дроби, могут дать желаемую точность. Поэтому теоремы принимают форму «Для любого элемента α некоторого подмножества вещественных чисел существует бесконечно много рациональных чисел p/q, таких, что {\displaystyle \left|\alpha -{\frac {p}{q}}\right|<\phi (q)}».

### Плохо приближаемые числа
Плохо приближаемое число — это число x, для которого существует положительная константа c, такая, что для всех рациональных p/q мы имеем
{\displaystyle \left|{x-{\frac {p}{q}}}\right|>{\frac {c}{q^{2}}}\ .}
Плохо приближаемые числа — это в точности числа с ограниченными неполными частными.

## Нижние границы для диофантовых приближений

### Приближение рациональных чисел другими рациональными числами
Рациональное число {\displaystyle \alpha ={\frac {a}{b}}} может быть очевидным образом прекрасно приближено числами {\displaystyle {\tfrac {p_{i}}{q_{i}}}={\tfrac {i\,a}{i\,b}}} при любом положительном целом i.
Если {\displaystyle {\tfrac {p}{q}}\not =\alpha ={\tfrac {a}{b}}\,,} мы имеем
{\displaystyle \left|{\frac {a}{b}}-{\frac {p}{q}}\right|=\left|{\frac {aq-bp}{bq}}\right|\geq {\frac {1}{bq}},}
поскольку {\displaystyle |aq-bp|} является положительным целым и поэтому не меньше 1. Эта точность приближения плоха относительно иррациональных чисел (см. следующий раздел).
Можно заметить, что приведённое доказательство использует вариант принципа Дирихле — неотрицательное число, не равное 0, не меньше 1. Эта явно тривиальное замечание используется почти во всех доказательствах для нижних границ диофантовых приближений, даже более сложных.
Подводя итоги, рациональное число прекрасно приближается им самим, но плохо приближается любым другим рациональным числом.

### Приближение алгебраических чисел, результат Лиувилля
В 1840-х годах Жозеф Лиувилль получил первую нижнюю границу для приближения алгебраических чисел — если x является иррациональным алгебраическим числом степени n над рациональными числами, то существует константа c(x) > 0, такая, что
{\displaystyle \left|x-{\frac {p}{q}}\right|>{\frac {c(x)}{q^{n}}}}
для всех целых p и q, где q > 0.
Этот результат позволил ему получить первый доказанный пример трансцендентного числа, константы Лиувилля:
{\displaystyle \sum _{j=1}^{\infty }10^{-j!}=0,110001000000000000000001000\ldots \,},
которая не удовлетворяет теореме Лиувилля, какую бы степень n ни выбрали.
Эта связь между диофантовыми приближениями и теорией трансцендентных чисел наблюдается до настоящего времени. Многие техники доказательств являются общими для этих двух областей.

### Приближение алгебраических чисел, теорема Туэ-Зигеля-Рота
Более века было много попыток улучшить теорему Лиувилля — любое улучшение границы позволяет нам доказать трансцендентность большего количества чисел. Основные улучшения сделали Аксель Туэ, Карл Зигель, Фримен Дайсон и Клаус Рот, приведшие, в конце концов, к теореме Туэ-Зигеля-Рота — Если x является иррациональным алгебраическим числом и ε, (малое) положительное вещественное число, то существует положительная константа c(x, ε), такая, что
{\displaystyle \left|x-{\frac {p}{q}}\right|>{\frac {c(x,\varepsilon )}{q^{2+\varepsilon }}}}
для любых целых чисел p и q, таких, что q > 0.
В некотором смысле, этот результат оптимален, поскольку утверждение теоремы неверно при ε=0. Это непосредственное следствие верхних границ, описанных ниже.

### Совместные приближения алгебраических данных
Впоследствии Вольфганг Шмидт обобщил это для случая совместных приближений, доказав, что если x1, ..., xn являются алгебраическими числами, такими, что 1, x1, ..., xn линейно независимы нaд рациональными числами, и задано любое положительное вещественное число ε, то существует только конечное число рациональных n-кортежей (p1/q, ..., pn/q), таких, что
{\displaystyle |x_{i}-p_{i}/q|<q^{-(1+1/n+\varepsilon )},\quad i=1,\ldots ,n.}
Опять этот результат оптимален в том смысле, что нельзя убрать ε из экспоненты.

### Эффективные границы
Все предыдущие нижние границы не являются эффективными, в смысле, что доказательство не даёт пути вычислить константу в утверждении. Это означает, что невозможно использовать доказательство теоремы для получения границ решений соответствующего диофантова уравнения. Однако эта техника часто может быть использована для ограничения числа решений такого уравнения.
Тем не менее, усовершенствование теоремы Бейкера Фельдманом обеспечивает эффективную границу — если x является алгебраическим числом степени n над рациональными числами, то существуют эффективно вычислимые константы c(x) > 0 и 0 < d(x) < n, такие, что
{\displaystyle \left|x-{\frac {p}{q}}\right|>{\frac {c(x)}{|q|^{d(x)}}}}
выполняется для всех рациональных чисел.
Однако, как и для любой эффективной версии теоремы Бейкера, константы d и 1/c столь велики, что этот эффективный результат на практике применить невозможно.

## Верхняя граница для диофантовых приближений

### Общая верхняя граница
Первым важным результатом о верхних границах для диофантовых приближений является теорема Дирихле о приближениях, из которой следует, что для любого иррационального числа α существует бесконечно много дробей {\displaystyle {\tfrac {p}{q}}}, таких, что:
{\displaystyle \left|\alpha -{\frac {p}{q}}\right|<{\frac {1}{q^{2}}}}.
Отсюда следует немедленно, что невозможно избавиться от ε в утверждении теоремы Туэ-Зигеля-Рота.
Через несколько лет эта теорема была улучшена до следующей теоремы Бореля (1903). Для любого иррационального числа α существует бесконечно много дробей {\displaystyle {\tfrac {p}{q}}\;}, таких, чтобы:
{\displaystyle \left|\alpha -{\frac {p}{q}}\right|<{\frac {1}{{\sqrt {5}}q^{2}}}}.
Поэтому {\displaystyle {\frac {1}{{\sqrt {5}}\,q^{2}}}} является верхней границей диофантовых приближений любого иррационального числа.
Константа в этом результате не может быть улучшена без исключения некоторых иррациональных чисел (см. ниже).

### Эквивалентные вещественные числа
Определение: Два вещественных числа {\displaystyle x,y} называются эквивалентными, если имеются целые числа {\displaystyle a,b,c,d\;} с {\displaystyle ad-bc=\pm 1\;}, такие, что:
{\displaystyle y={\frac {ax+b}{cx+d}}\,.}
Эквивалентность определяется целым преобразованием Мёбиуса над вещественными числами или членом модулярной группы {\displaystyle {\text{SL}}_{2}^{\pm }(\mathbb {Z} )}, множеством обратимых 2 × 2 матриц над целыми числами. Каждое рациональное число эквивалентно 0. Таким образом, рациональные числа является классом эквивалентности этого отношения.
Эта эквивалентность может охватывать обычные непрерывные дроби, как показывает следующая теорема Серре:
Теорема: Два иррациональных числа x и y эквивалентны тогда и только тогда, когда существует два положительных целых h и k, таких, что при представлении чисел x и y в виде непрерывных дробей
{\displaystyle x=[u_{0};u_{1},u_{2},\ldots ]\,,}
{\displaystyle y=[v_{0};v_{1},v_{2},\ldots ]\,,}
выполняется
{\displaystyle u_{h+i}=v_{k+i}}
для любого неотрицательного целого i.

### Спектр Лагранжа
Как сказано выше, константа в теореме Бореля не может быть улучшена, что показал Гурвиц в 1891.
Пусть {\displaystyle \phi ={\tfrac {1+{\sqrt {5}}}{2}}} — золотое сечение.
Тогда для любой вещественной константы {\displaystyle c>{\sqrt {5}}\;} существует только конечное число рациональных чисел p/q, таких, что
{\displaystyle \left|\phi -{\frac {p}{q}}\right|<{\frac {1}{c\,q^{2}}}.}
Следовательно, улучшение может быть получено, только если исключить числа, эквивалентные {\displaystyle \phi }. Более точно:
Для любого рационального числа {\displaystyle \alpha }, которое не эквивалентно {\displaystyle \phi }, существует бесконечно много дробей {\displaystyle {\tfrac {p}{q}}\;}, таких, что
{\displaystyle \left|\alpha -{\frac {p}{q}}\right|<{\frac {1}{{\sqrt {8}}q^{2}}}.}
Путём последовательного исключения классов эквивалентности — каждое должно исключать числа, эквивалентные {\displaystyle {\sqrt {2}}} — можно поднять нижнюю границу.
Значения, которые можно получить в результате этого процесса — это числа Лагранжа, являющиеся частью спектра Лагранжа.
Они сходятся к числу 3 и связаны с числами Маркова.

## Теорема Хинчина и её расширения
Пусть {\displaystyle \psi } является невозрастающей функцией от положительных чисел в положительные вещественные числа. Вещественное число x (не обязательно алгебраическое) называется {\displaystyle \psi }-аппроксимируемым, если существует бесконечно много рациональных чисел p/q, таких, что
{\displaystyle \left|x-{\frac {p}{q}}\right|<{\frac {\psi (q)}{|q|}}.}
Хинчин в 1926-м году доказал, что если последовательность {\displaystyle \sum _{q}\psi (q)} расходится, то почти все вещественные числа (в смысле меры Лебега) являются {\displaystyle \psi }-аппроксимируемыми, а в случае сходимости последовательности почти любое вещественное число {\displaystyle \psi }-аппроксимируемым не является.
Даффин и Шаффер доказали более общую теорему, из которой следует результат Хинчина и высказали гипотезу, теперь известную как гипотеза Даффина — Шаффера. Бересневич и Велани  доказали, что аналог гипотезы Даффина — Шаффера на мере Хаусдорфа эквивалентна исходной гипотезе Даффина — Шаффера, которая априори слабее.

### Размерность Хаусдорфа исключительных множеств
Важным примером функции {\displaystyle \psi }, к которой можно применить теорему Хинчина, является функция {\displaystyle \psi _{c}(q)=q^{-c}}, где c > 1. Для этой функции соответствующие ряды сходятся, так что, по теореме Хинчина, множество {\displaystyle \psi _{c}}-аппроксимируемых чисел имеет на вещественной оси нулевую меру Лебега. Теорема Ярника — Безиковича утверждает, что размерность Хаусдорфа этого множества равна {\displaystyle 1/c}. В частности, множество чисел, {\displaystyle \psi _{c}}-аппроксимируемых для некоторого {\displaystyle c>1} (известных как очень хорошо аппроксимируемые числа), имеет размерность единица, в то время как множество чисел, {\displaystyle \psi _{c}}-аппроксимируемых для всех {\displaystyle c>1} (известных как числа Лиувилля), имеет хаусдорфову размерность ноль.
Другим важным примером является функция {\displaystyle \psi _{\epsilon }(q)=\epsilon q^{-1}}, где {\displaystyle \epsilon >0}. Для этой функции соответствующие последовательности расходятся, и, по теореме Хинчина, почти все числа {\displaystyle \psi _{\epsilon }}-аппроксимируемы. Иными словами, эти числа хорошо приближаемы (то есть не являются плохо приближаемыми). Таким образом, аналог теоремы Ярника — Безиковича должен касаться хаусдорфовой размерности плохо приближаемых чисел. И Ярник, действительно, доказал равенство единице хаусдорфововой размерности множества таких чисел. Этот результат улучшил Шмидт, показавший, что множество плохо приближаемых чисел несжимаемо в том смысле, что если {\displaystyle f_{1},f_{2},\ldots } — последовательность билипшицевых отображений, то хаусдорфова размерность множества чисел x, для которых все {\displaystyle f_{1}(x),f_{2}(x),\ldots } плохо приближаемы, равна единице. Шмидт обобщил теорему Ярника на более высокие размерности, что является существенным достижением, поскольку использующие аппарат непрерывных дробей рассуждения Ярника существенно опираются на одномерность пространства.

## Однородное распределение
Другой исследуемый раздел — это теория равнораспределенной последовательности по модулю 1. Возьмём последовательность a1, a2, … вещественных чисел и рассмотрим их дробные части. То есть, более формально, рассмотрим последовательность в R/Z, являющуюся циклической (можно рассматривать как окружность). Для любого интервала I на окружности мы рассматриваем долю элементов вплоть до некоторого целого N, лежащих внутри интервала, и сравниваем это значение с долей окружности, занимаемой интервалом I. Однородное распределение означает, что в пределе, по мере роста N, доля попаданий в интервал стремится к 'ожидаемой' величине. Вейль доказал базовый результат, что это эквивалентно ограниченности сумм Вейля, образованных из последовательности. Это показывает, что диофантовы приближения тесно связаны с общей задачей взаимного сокращения в суммах Вейля (оценки остаточного члена), которые появляются в аналитической теории чисел.
Связанная с равномерным распределением тема — тема неравномерности распределений, имеющая комбинаторную природу.

## Нерешённые проблемы
Остаются ещё просто формулируемые, но не решённые проблемы диофантовых приближений, например гипотеза Литлвуда и гипотеза об одиноком бегуне.
Неизвестно также, существуют ли алгебраические числа с неограниченными коэффициентами в разложении в непрерывную дробь.

## Последние исследования
На пленарном заседании Международного конгресса математиков в Киото (1990) Григорий А. Маргулис очертил широкую программу, базирующуюся на эргодической теории, которая позволяет доказать теоретико-числовые результаты с использованием динамических и эргодических свойств действий подгрупп полупростых групп Ли. Работа Д. Я. Клейнбока и Г. А. Маргулиса (с соавторами) демонстрирует силу этого нового подхода к классическим задачам диофантовых приближений. Среди заметных достижений — доказательство Маргулисом выдвинутой десятки лет назад гипотезы Оппенгейма с дальнейшими расширениями (Дани и Маргулис, Эскин-Маргулис-Мозес), и доказательство Клейнбоком и Маргулисом гипотез Бейкера и Спринджука о диофантовых приближениях на многообразиях. Различные обобщения вышеупомянутых результатов Хинчина о метрических диофантовых приближениях были получены с помощью этого метода.